# Titans de Cal State Fullerton
Les Titans de Cal State Fullerton (en anglais : Cal State Fullerton Titans) sont un club omnisports universitaire de l'Université d'État de Californie à Fullerton. Les équipes des Titans participent aux compétitions universitaires organisées par la National Collegiate Athletic Association. Depuis 1974, Cal State fait partie de la division Big West Conference pour tous les sports sauf la lutte, où les Titans s'alignent en Pacific Ten Conference.
Les Titans ont remporté quatre titres nationaux de baseball (College World Series) : 1979, 1984, 1995 et 2004. Le plus fameux programme sportif des Titans est dirigé par l'entraîneur Dave Serrano.
En football américain, les Titans comptent deux titres de champion de la Big West Conference en 1983 et 1984.
Le meilleur résultat enregistré par l'équipe de basket-ball remonte à 1978 avec le gain du titre de la Big West Conference et la participation aux quarts de finale du tournoi national NIT de la NCAA. 
En raison de la proximité géographique, la rivalité la plus vivace est celle impliquant 49ers de Long Beach State, notamment en baseball, car ces deux universités disposent de formations de premier plan dans cette discipline.